# Univerzita Loránda Eötvöse
Univerzita Loránda Eötvöse v Budapešti (maďarsky Eötvös Loránd Tudományegyetem) je nejstarší a nejvýznamnější maďarská univerzita, vzniklá z původně jezuitské univerzity, založené roku 1635 v Trnavě, přestěhováním do Budína roku 1777. Má osm fakult, asi 1400 vyučujících a přes 30 tisíc studentů.

## Historie

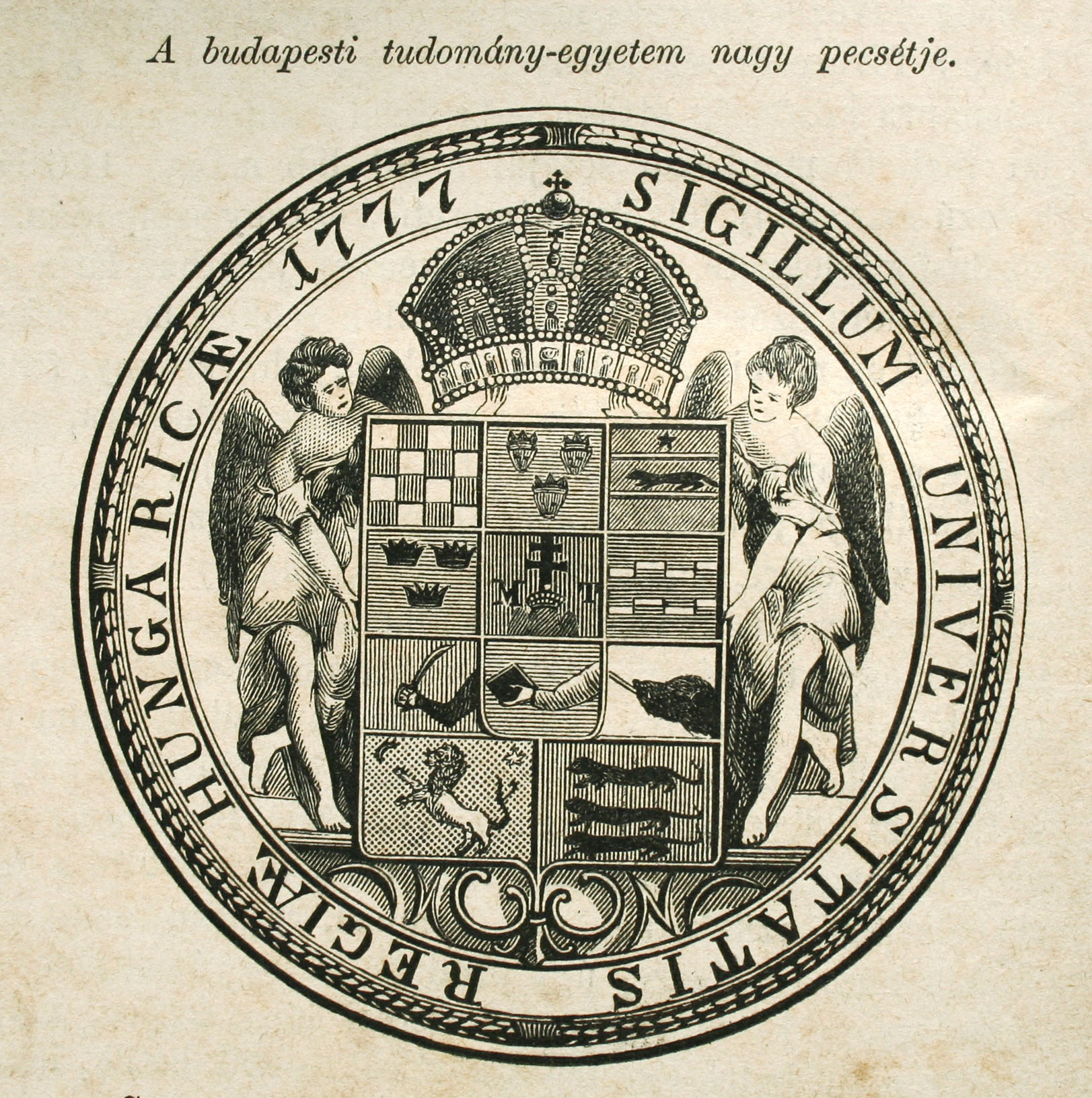
Velká pečeť univerzity z roku 1880

Roku 1635 založil jezuita a ostřihomský arcibiskup Péter Pázmány v Trnavě první uherskou univerzitu, která měla jen artistickou a teologickou fakultu. Pázmány ovšem počítal s tím, že by se měla přestěhovat do tehdejšího hlavního města Uher Posonie, dnešní Bratislavy. 1667 se rozšířila o právnickou a 1767 lékařskou fakultu. Po osvobození Uher od Turků a po zrušení jezuitského řádu rozhodla císařovna Marie Terezie roku 1777 o přestěhování do paláce v Budíně a roku 1784 se jako Královská uherská univerzita přestěhovala do Pešti, což je levobřežní (východní) část dnešní Budapešti. Roku 1844 nahradila latinu jako vyučovací jazyk maďarština a od roku 1895 tu mohly studovat i ženy.
Roku 1921 byla přejmenována na Univerzitu Pétera Pázmánye a od roku 1950 je pojmenována po maďarském fyzikovi a někdejším rektorovi Lorándu Eötvösovi. V roce 1949 byla vyčleněna lékařská fakulta jako Semmelweissova univerzita a teologická fakulta, z níž roku 1992 vznikla Katolická univerzita Petra Pázmánye. Při velké reformě v 90. letech byl počet fakult rozšířen a k univerzitě přičleněny další instituty.

## Popis
V roce 2012 studovalo na osmi fakultách univerzity 30 767 studentů, z toho 1400 doktorských. Měla 1424 profesorů, docentů a asistentů, 24 z nich byli členové Maďarské akademie věd. Rektorem byl prof. Barna Mezey.
Univerzita je členem Coimbra Group, Asociace evropských univerzit (EUA) a dalších mezinárodních sdružení. V mezinárodních žebříčcích se umisťuje spolu s univerzitou v Segedíně jako nejlepší maďarská univerzita mezi 300.–400. místem. Hlavní budova je na Múzeum körüt, fakulty jsou na několika místech v Budapešti a v novém kampusu v Lágymányos.

## Slavní absolventi
- Lajos Kossuth (1802–1894), spisovatel a politik
- Philipp Eduard Anton von Lenard (1862–1947), fyzik
- George de Hevesy (1885–1966), Nobelova cena za chemii 1943
- Karl Polanyi (1886–1964), ekonom a historik
- Michael Polanyi (1891–1976), filosof
- Albert Szent-Györgyi (1893–1986), Nobelova cena za lékařství 1937
- Karl Kerényi (1897–1973), klasický filolog a religionista
- Béla Hamvas (1897–1968), spisovatel
- Georg von Békésy (1899–1972), fyzik a fyziolog, Nobelova cena za lékařství 1961
- John von Neumann (1903–1957), matematik a informatik
- Pál Erdős (1913–1996), matematik
- János Harsányi (1920–2000), maďarsko-americký ekonom
- Alfréd Rényi (1921–1970), matematik
- Viktor Orbán (* 1963), maďarský premiér
- Albert-László Barabási (* 1967), matematik a informatik
- András Schiffer (* 1971), maďarský politik
- Ján Samuel Gertinger, farmaceut a cukrovarník